# Afrophantes legatus
Espèce
Synonymes
- Lepthyphantes legatus Tanasevitch, 2025

Afrophantes legatus est une espèce d'araignées aranéomorphes de la famille des Linyphiidae.

## Distribution
Cette espèce est endémique d'Éthiopie. Elle se rencontre vers Addis-Abeba.

## Description
Le mâle paratype mesure 2,71 mm et la femelle paratype 3,15 mm.

## Systématique et taxinomie
Cette espèce a été décrite sous le protonyme Lepthyphantes legatus par Tanasevitch en 2025. Elle est placée dans le genre Afrophantes par Tanasevitch en 2025.

## Étymologie
Son nom d'espèce lui a été donné en référence au lieu de sa découverte, une ambassade.

## Publication originale
- Tanasevitch, 2025 : « Survey of the Ethiopian linyphiid spider fauna. II. Subfamily Micronetinae Hull, 1920 (Arachnida: Araneae: Linyphiidae). » European Journal of Taxonomy, vol. 976, p. 255-282 (texte intégral).